# Flaga Europejskiej Wspólnoty Węgla i Stali
Flaga Europejskiej Wspólnoty Węgla i Stali – pozioma dwukolorowa flaga z gwiazdami, która reprezentowała Europejską Wspólnotę Węgla i Stali (EWWiS) od 1958 r. (sześć lat po założeniu EWWiS) do 2002 r., kiedy Wspólnota została połączona z Unią Europejską (UE). Przed 1958 r. EWWiS nie posiadała flagi, a w historycznej części Unii Europejskiej nie była używana żadna inna flaga niż flaga Europy.

## Projekt
Flaga składała się z dwóch poziomych pasów, niebieskiego u góry i czarnego u dołu. Czarny oznaczał węgiel, niebieski oznaczał stal – dwa zasoby, którymi zarządzała społeczność. Liczba złotych, później białych gwiazd odpowiadała liczbie stanów należących do wspólnoty (do 1986 r., kiedy to liczbę zamrożono na dwunastu). Gwiazdy te były równo podzielone pomiędzy każdy pasek, ułożone blisko środkowej krawędzi (jeśli było nieparzysta liczba gwiazd, wówczas mniejsza liczba znajdowałaby się na górnym pasku.

## Historia
Flagę po raz pierwszy odsłonięto podczas Wystawy w Brukseli w 1958 r., siedem lat po utworzeniu Wspólnoty. Na Expo konkurencyjna flaga, flaga Europy, również została zaprezentowana na jednym z pierwszych publicznych pokazów.
Liczba gwiazd zaczynała się od sześciu i rosła wraz z liczbą członków Wspólnoty, aż do roku 1986, kiedy osiągnęła dwanaście. Następnie zdecydowano nie zwiększać liczby gwiazdek, aby odzwierciedlić nowych członków, którzy dołączyli w latach 90. Dzięki temu był zgodny z flagą europejską (używaną przez jej siostrzane organizacje), na której widniało dwanaście gwiazd reprezentujących doskonałość i jedność.
Traktat paryski ustanawiający EWWiS wygasł w dniu 23 lipca 2002 r., a EWWiS przestała istnieć. Tego dnia flaga EWWiS przed siedzibą Komisji Europejskiej w Brukseli została po raz ostatni opuszczona przez prezydenta Romano Prodiego i zastąpiona flagą UE.
Jeden oryginalny egzemplarz flagi EWWiS z 12 gwiazdami wystawiony jest w gabinecie Prezesa Europejskiego Instytutu Uniwersyteckiego we Florencji, prof. JHH Weilera.

### Ewolucja projektów
| Liczba gwiazdek | Projekt | Państwa członkowskie reprezentowane przez dodane gwiazdki (przed 1986 r.)                                                                                  | Czas trwania                    |
| --------------- | ------- | --- | ------------------------------- |
| Sześć           |         | Wewnętrzna szóstka : Belgia, Francja, Niemcy Zachodnie, Włochy, Luksemburg i Holandia                                                                      | 1958 – 31 grudnia 1972          |
| Dziewięć        |         | Dania, Irlandia i Wielka Brytania | 1 stycznia 1973–31 grudnia 1980 |
| Dziesięć        |         | Grecja | 1 stycznia 1981–31 grudnia 1985 |
| Dwanaście       |         | Portugalia i Hiszpania (liczba gwiazd została następnie ustalona na dwanaście, odrzucono zatem zasadę posiadania jednej gwiazdki na państwo członkowskie). | 1 stycznia 1986–23 lipca 2002   |